# (1386) Storeria
(1386) Storeria ist ein Asteroid des Hauptgürtels, der am 28. Juli 1935 vom russischen Astronomen Grigori Nikolajewitsch Neuimin in Simejis entdeckt wurde.
Benannt ist der Asteroid nach Norman Wyman Storer, einem Professor für Astronomie an der University of Kansas.